# ماساتوشي ميزوتاني
ماساتوشي ميزوتاني (باليابانية: 水谷 允俊) (7 يوليو 1987 في كوانا في اليابان – )؛ هو لاعب كرة قدم ياباني سابق كان يلعب كحارس مرمى.

## وصلات خارجية
- ماساتوشي ميزوتاني على موقع رابطة كرة القدم اليابانية للمحترفين (اليابانية)
- ماساتوشي ميزوتاني على موقع Soccerway.com (الإنجليزية)